# Kalendarium historii Dębna

## Starożytność
- 9000–8200 p.n.e. (schyłkowy paleolit) – pierwsze ślady osadnictwa w okolicach Dębna, odnalezione w pobliżu Dargomyśla (liściak ahrensburski), Buszowa (liściak lyngbijski, półtyczak) i Łąkomina (rdzeń, drapacz)
- 8200–2000 p.n.e. (mezolit) – prawdopodobne czasowe osadnictwo grup łowieckich; w okolicach Dębna odkryto kilkanaście stanowisk głównie z młodszego mezolitu (ok. 6000–2000 p.n.e.)
- 4500–1800 p.n.e. (neolit) – możliwa penetracja terenów przez osadników wczesnego neolitu, głównie w trakcie wędrówek na północ; potwierdzone osadnictwo okresu późnego neolitu (stanowisko Buszów – osada kultury amfor kulistych; Oborzany – stanowisko kultury pucharów lejkowatych)
- 1800–700 p.n.e. (epoka brązu) – skarb bransolet z Sarbinowa w okresu wczesnego brązu; bransoleta i szpile z okolic Mieszkowic z II i III okresu epoki brązu
- 700–400 p.n.e. (okres halsztacki) – osada w Chwarszczanach, gdzie odnaleziono ślady po obiektach wziemnych-jamach, stanowiących elementy budynków mieszkalnych oraz duże ilości ceramiki naczyniowej
- 400 p.n.e.-pocz. n.e. (okres lateński) – stanowisko w okolicy ul. Zielonej w Dębnie, reprezentowane przez ubogi zespół ceramiczny
- Okres wpływów rzymskich – 3 stanowiska z Dębna, ponadto okolice Cychr i Kostrzyna (cmentarzysko, wybory z brązu i żelaza) oraz osada w Chwarszczanach z I-II w. n.e.

## Średniowiecze
- 2 poł. VI w. – prawdopodobne pojawienie się Słowian na Pomorzu Zachodnim; brak wyraźnych śladów z tego okresu w okolicach Dębna
- VII-X w. – rozwój słowiańskiego osadnictwa grodowego, m.in. Smoliniec Wielki, Boleszkowice, Myślibórz oraz osad otwartych – 8 stanowisk z terenu Dębna, ponadto Oborzany (1 stanowisko), Cychry (6 stanowisk), Sarbinowo (9 stanowisk). Dorzecze Warty i Odry zamieszkuje prawdopodobnie plemię Lubuszan lub Pyrzyczan
- 1232 – książę wielkopolski Władysław Odonic nadaje templariuszom, obok posiadłości w Wielkopolsce, wieś Chwarszczany wraz z 1000 łanami ziemi między Odrą, Wartą i Myślą[1]. W skład nadania wchodziła również słowiańska osada Dębowa Góra, późniejsze Dębno. Była to wieś owalnicowa ciągnąca się w kierunku północ-południe, z rozwijającą się po stronie wschodniej okolnicą, centrum zajmował plac o eliptycznym kształcie.
- 1234 – na Ziemi Chojeńskiej toczą się walki pomiędzy książętami pomorskimi a wielkopolskimi
- Poł. XIII w.
  - margrabiowie brandenburscy z dynastii Askańczyków rozpoczynają ekspansję na wschód od Odry; z zajmowanych kolejno obszarów powstaje następnie Nowa Marchia
  - templariusze prawdopodobnie zbudowali w osadzie Dębowa Góra kościół, podobny do zachowanych w Dargomyślu i Wysokiej
- 31.12.1262 – wzmianka w dokumentach templariuszy pod nazwą Damme; Jan i Otton z dynastii askańskiej zawierają ugodę z Widekindem (Widekinusem), mistrzem templariuszy w Niemczech i krajach słowiańskich, na mocy którego templariusze w zamian za zrzeczenie się praw do miejscowości leżących przy drodze do Gorzowa (oppidum – prawdopodobnie przedlokacyjna osada targowa pod Kostrzynem, Kłośnica, Warniki, Dąbroszyn, Pudignowe i Witnica) oraz dóbr komandorii w Myśliborzu, otrzymują potwierdzenie posiadania komandorii chwarszczańskiej wraz z dziesięcioma wsiami (Bogusław, Carkzowe?, Cychry, Dargomyśl, Dębno, Gudzisz, Krześnica, Nyvik?, Oborzany, Sarbinowo). Formą zadośćuczynienia jest dodatkowo wieś Kaleńsko w ziemi kostrzyńskiej, będąca wcześniej w posiadaniu rycerskim[2].
- 1267 – biskupi brandenburscy odstępują Ziemię Chojeńską margrabiom brandenburskim
- 1300 – powstaje parafia, do której należy również Dębno; proboszczem jest Herman, przełożony klasztoru w Myśliborzu[3]
- 02.05.1312 – rozwiązanie zakonu templariuszy bullą Ad providam papieża Klemensa V
- 1312 – posiadłości templariuszy na obszarze Marchii zajmują margrabiowie brandenburscy
- 1318 – w układzie zawartym w Cremmen, negocjowanym przez przedstawicieli przeora niemieckiego Pawła z Modeny i Leonarda de Tiburtis, margrabiowie brandenburscy potwierdzili joannitom posiadanie dóbr templariuszy
- 1320 – wygaśnięcie dynastii Askańczyków wraz ze śmiercią nieletniego margrabiego Henryka
- 1320-1323 – Ziemia Chojeńska we władaniu książąt pomorskich
- 1323 – władzę w Nowej Marchii obejmują Wittelsbachowie
- 1326 – polsko-litewska wyprawa wojenna na Marchię Brandenburską, która w efekcie okazuje się jedynie niszczącym napadem rabunkowym. Dębno zostaje prawdopodobnie zniszczone.
- 1335 – w Chwarszczanach wymienia się joannitów jako właścicieli
- 1337 – księga ziemska Ludwika Starszego wymienia w Dębnie dwór należący do Güntera von Buch; wynika stąd, że Dębno za panowania Wittelsbachów przez jakiś czas miast być własnością joannitów, stanowi własność prywatną
- 1348-55 – wojna domowa w Marchii Brandenburskiej w związku z wystąpieniem fałszywego Waldemara
- 1402 – ziemie Nowej Marchii sprzedane Zakonowi krzyżackiemu
- 1433 – niszczycielska polsko-czeska wyprawa pod wodzą Jana Czapka z Sán i wojewody poznańskiego Sędziwoja Ostroroga, która przez Nową Marchię dociera do Bałtyku. Dębno spalone wraz z kościołem.
- 1455 – elektor Fryderyk II bierze Nową Marchię od Zakonu krzyżackiego w zastaw za 100 000 florenów

## Nowożytność
- 1517 – ostateczna rezygnacja Zakonu krzyżackiego z praw do wykupu Nowej Marchii za rządów elektora Joachima I Nestora
- 1538 – margrabia Jan Hohenzollern oficjalnie wprowadza na terenie Nowej Marchii luteranizm jako religię obowiązującą
- 1535 – Joachim I Nestor umierając zastrzega, że dwaj jego synowie, Joachim i Jan będą równocześnie sprawowali władzę w Marchii. Dochodzi w ten sposób do podziału Brandenburgii – rządy w Marchii Starej, Środkowej i Wkrzańskiej obejmuje Joachim II, zaś w Ziemi torzymskiej, krośnieńskiej, części Łużyc oraz w Nowej Marchii panowanie rozpoczyna Jan.
- 1540 – margrabia kostrzyński Jan prawdopodobnie nadaje częściowe prawa miejskie osadzie Damm (niem. Mediatstadt – miasto prywatne, tj. pośrednio podległe królowi, poprzez właściciela ziemskiego); data sporna, wskazuje na nią pieczęć z tego roku z napisem SIGILLVM CIVIVITATIS /TAM
- 1546 – wybudowano 5 domów dla sukienników i innych rzemieślników, uciekających ze względów religijnych z hiszpańskich Niderlandów
- Poł. XVI w.
  - w Ziemi Chojeńskiej istnieją trzy kompleksy dóbr elektorskich, tzw. domeny (niem. Amter): Cedynia, Dębno i Chwarszczany
  - rozpoczyna się osadzanie rzemieślników z Holandii i płd. Niemiec przez Katarzynę Brunszwicką. Władze Dębna czerpią dochody głównie z rzemiosła, a częściowo także z wagi wełny i targów. Miasto nie posiada murów obronnych[4], tylko wały, fosy, palisadę drewnianą, natomiast ma trzy bramy: Kostrzyńską (Cüstriner Tor; południowa), Papierniczą lub inaczej zwana Barnowską (Papirtor, Berneuchensche Tor; wschodnia[5]) i Oborzańską (Nabernschetor, Konigsberger Tor; północna), które znajdują się u wylotów ulic.
  - przebudowa kościoła na styl gotycki
- 1552 – wybudowano młyn papierniczy; była to najstarsza tego typu manufaktura w Nowej Marchii
- 1566 – miasto nawiedza zaraza
- 1568 – w „Tham” powstaje oficyna drukarska Christophera Runge zwanego Starszym (w 1599 na wniosek elektora Joachim Fryderyk Hohenzollern przenosi się on do Berlina[6])
- 1570 – druga wersja daty nadania częściowych praw miejskich, opiera się na wzmiance w kronice poczty, iż „w 1694 spalił się ratusz. W gałce wieży znaleziono pismo, z którego wynikało, że Nytamp w 1570 uzyskało prawa miejskie od margrabiego Jana Kostrzyńskiego i że jego małżonka margrabina Katarzyna z książąt brunszwickich kazała w mieście Nytamp wybudować ratusz[7]. Ta data została przyjęta jako oficjalna przez Urząd Miasta i Gminy w 2007[8]. Fundatorem praw z pewnością jest sam margrabia Jana z Kostrzyna, a nie jego małżonka Katarzyna Brunszwicka, gdyż zgodnie z prawem salickim, obowiązującym aż do upadku Świętego Cesarstwa Rzymskiego (I Rzeszy), kobiety nie posiadały praw administracyjno-sądowniczych.
- 1610, 1627 – miasto otrzymuje prawo do wypasu bydła w pobliskich lasach (Zicherforst)
- 12 lutego 1614 – książę Jan Zygmunt zwalnia ze służby swego przybocznego aptekarza i kamerdynera Hainricha Richtera i nadaje mu w jego domu w Dębnie prawo warzenia piwa oraz zezwala na prowadzenie interesów handlowych – w tym apteki (sklepu z ziołami i lekami)
- 1615 – w Tham powstaje „Bractwo tkackie”; na przedstawicieli wybrano Valtina Früaufa i Valtina Schudta (Schmidta). W tym też okresie powstaje winiarnia mieszcząca się w piwnicach ratusza
- 1618-1648 (wojna trzydziestoletnia) – ludność Dębna zmniejsza się o 29%; po wojnie zarząd dębnowskiej domeny zostaje przekazany burmistrzowi miasta, co upoważnia go do sprawowania pieczy nad urzędem niższego i wyższego sądu oraz wyrażania zgody na budowę na gruntach domeny
- 1646 – początek istnienia stacji pocztowej w Dębnie, w związku z wytyczeniem nowego traktu z Kostrzyna do Malborka
- Poł. XVII w. – w Dębnie osiedlają się uchodźcy z Palatynatu. Rozwija się tkactwo

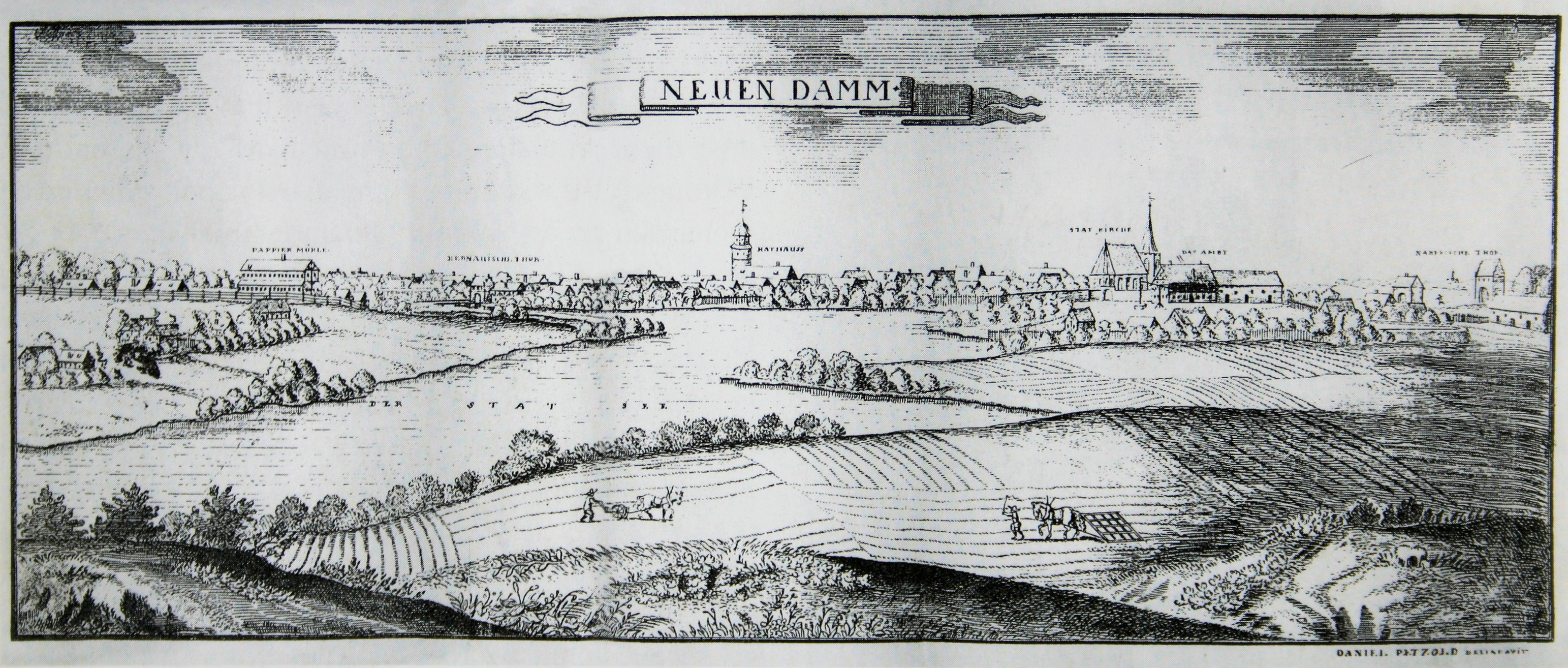
Panorama miasta według sztychu D. Petzolda z 1710

- 1670 – funkcjonuje apteka w znaczeniu medycznym
- Po 1685 – napływ hugenotów do miasta, którego przyczyną są ich prześladowania w zachodniej Europie
- 1694 – ratusz spalił się (jedyna wzmianka o tym wydarzeniu w kronice poczty)
- 1701 – Ziemia Chojeńska dostaje się pod panowanie króla pruskiego Fryderyka Wilhelma I
- 1716 – pożar niszczy całe miasto wraz z ratuszem. W trakcie odbudowy poza granicami miasta, przed bramą Myśliborską (obecnie ulica Mickiewicza), powstaje oddzielna kolonia obok miasta Neudamm i wsi Damm
- 1719 – prężna odbudowana przy wsparciu kasy państwowej; w tym roku miasto i wieś liczyły już 116 domów
- 1731 – Dębno otrzymuje pełne prawa miejskie (niem. Immediatstadt – miasto bezpośrednio zależne od władzy elektora; tym samym mieszkańcy miasta, tacy jak chłopi i najemcy, zostali zwolnieni ze składania danin i odpracowywania pańszczyzny); zarząd domeny zostaje przeniesiony do Wysokiej
- Około 1735 – stację pocztową zamieniono na urząd pocztowy
- 1745 – na rynku w nowym domu pod numerami 6-7 urządzono aptekę „Pod Orłem”
- 1752
  - powstaje gildia kupiecka, mająca za zadanie kontrolę umiejętności i kwalifikacji czeladników i mistrzów
  - z rozkazu Fryderyka Wielkiego wybudowano 17 domów, zasiedlonych przez tkaczy z Palatynatu (Pfalz)
- 1755 – miasto nawiedziła zaraza ospy
- 1757 – na rozkaz króla do Dębna zostaje wprowadzony szwadron kawalerii z pułku krzyskiego; utrzymanie 120 ułanów i 150 koni spoczywa na mieście
- 25 sierpnia 1758 – prusko-rosyjska bitwa pod Sarbinowem; po bitwie niedobitki wojsk rosyjskich spaliły wieś Damm, samo zaś miasto zamienia się w swoisty lazaret wojenny
- 1760 – wybudowano manufakturę farbiarską
- 1760-1762 – w kolejnych latach Rosjanie zajmują miasto, nakładając na nie uciążliwe kontrybucje
- 9 maja 1761 – spaliła się wieża ratuszowa, która zajęła się od pożaru przylegającej piekarni Lindego
- 1762 – Rosjanie opuszczają Ziemię Chojeńską, na skutek zmiany polityki wraz ze śmiercią carowej Elżbiety
- 1764 – zarządzenie magistratu, że dniami targowymi będą środa i sobota; targi odbywają się na rynku głównym (dziś Plac Konstytucji 3 Maja)
- 1777 – likwidacja garnizonu wojsk pruskich
- 1783 – powstaje pierwsza manufaktura sukiennicza; w mieście jest 130 warsztatów tkackich
- 1793 – powstaje fabryka pieców kaflowych i wyrobów glinianych „Kothe” przy ul. Królowej Jadwigi
- 26 sierpnia 1794 – zakończenie odbudowy wieży ratuszowej, przy znacznej pomocy kupca Deutsch
- Koniec XVIII w. – powstaje w Dębnie przemysł kaflarski
- XIX w. – bardzo szybki rozwój miasta; przekształca się ono w silnie uprzemysłowiony ośrodek miejski, rozwija się przemysł tekstylny i metalowy.
- 1 poł. XIX w.
  - rozpoczęcie brukowania ulic, które jest kontynuowane na początku XX w.
  - w mieście znajdują się dwie szkoły podstawowe (dla dziewcząt i chłopców)
- 1800 – przebudowa domu opieki z czasów Katarzyny Brunszwickiej
- 1805 – przy wyrobie sukna i pończoch pracuje 750 osób
- 1806-1807 – Ziemia Chojeńska pod okupacją wojsk napoleońskich; na mocy traktatu w Tylży w dniu 12.07.1807, wojska francuskie opuszczają terytorium Królestwa Prus, z wyjątkiem niektórych ważniejszych twierdz, pod warunkiem spłaty bądź zabezpieczenia nałożonej na Prusy kontrybucji wojennej. Rozbudowany dzięki dużym zamówieniom wojennym przemysł Dębna, zwłaszcza sukienniczy, umożliwia szybki rozwój miasta po zakończeniu wojen napoleońskich.
- 19 listopada 1809 – radni miejscy podejmują uchwałę o rozdzieleniu urzędu burmistrza i władzy sądowniczej; nowym sędzią zostaje mianowany dawny burmistrz Nauwald.

## Historia najnowsza

### Do zakończenia I wojny światowej
- 1816–1819 – reforma administracyjna, w wyniku której Dębno wchodzi do powiatu kostrzyńskiego i regencji frankfurckiej
- 1820 – początek przebudowy ratusza, którą kontynuowano do końca stulecia
- 1825 – utworzenie tzw. szkoły mieszczańskiej (Bürgerschule)
- 1826 – wybucha epidemia szkarlatyny, błonicy i malarii
- 1830 – cech sukienników zakupuje w Gudziszu folusz
- 1835 – kolejna przebudowa gmachu szpitala (domu opieki)
- 1836 – Dębno wraz z Kostrzynem znalazło się w powiecie chojeńskim
- 1842 – przebudowa gmachu byłej wytwórni sukna Christiana Beiera przy Seestraße (ul. Jeziorna), w której umieszczono 4-klasową szkołę podstawową
- 1843 – powstaje wytwórnia rękawiczek skórzanych „Düringshoffen-Neudamm” przy Markt (Pl. Konstytucji 3 Maja)
- 1845
  - w fabryce sukna E. G. Jahn zainstalowano pierwszą maszynę parową w powiecie chojeńskim
  - osunięcie się wieży kościelnej; świątynia zostaje czasowo zamknięta
- 1850
  - uporządkowano fosę miejską, wzdłuż której urządzono promenadę
  - przemysł sukienniczy wyprodukował 1422 sztuk sukna (23 000 metrów)
  - w byłym młynie papierniczym po przebudowie ulokowano fabrykę sukna
- 2 poł. XIX w. – ożywienie inwestycyjne; miasto zakupuje od sąsiednich gmin wiejskich znaczne tereny, na których prowadzi się nowe ulice. Likwidacji wałów miejskich i utworzenie promenady od Ostwall (ul. Planty) do jeziora
- 1852 – przystąpiono do rozbiórki kościoła
- 15.10.1852 – poświęcenie kamienia węgielnego pod budowę nowego kościoła, według projektu kościoła św. Mateusza w Berlinie architekta Friedricha Augusta Stülera; prace budowlane prowadzi firma Münchoff z Myśliborza
- 1852-53 – położono bruk na trasie Kostrzyn–Dębno-Myślibórz
- 1854 – powstaje pierwsza kasa oszczędności (Stadt Sparkasse)
- 27.03.1855 – uroczysta konsekracja nowego kościoła; nadal trwają prace przy wznoszeniu wieży
- 1857 – zakończenie prac nad wznoszeniem wieży nowego kościoła
- 1863 – założono nową kwaterę cmentarną, którą obwiedziono murem
- 1866 – epidemia cholery dziesiątkuje ludność
- 1867
  - szkołę na Seestraße (ul. jeziorna) rozbudowano o nowy budynek
  - zainstalowano telegraf
  - Fritz Schoepke buduje wytwórnię cygar i tabaki przy Markgrafenstraße (ul. Jana Pawła II)
- 1868 – założono pierwsze towarzystwo kredytowe (Kreditverein)
- 1870
  - otwarto szkołę podstawową dla dzieci ubogich
  - Dębno otrzymuje oświetlenie uliczne (20 latarni gazowych)
  - przedsiębiorca Wicke sprowadza maszyny do produkcji kapeluszy
- 1871-1918 – Ziemia Chojeńska w ramach zjednoczonej Drugiej Rzeszy Niemieckiej
- 1872
  - uruchomiono dużą drukarnię Juliusza Neumanna, zatrudniającą kilkuset pracowników. Wydaje ona Gazetę Tygodniową („Wochenblatt”) dla powiatu chojeńskiego w nakładzie 200 egz., w późniejszym okresie również szereg fachowych czasopism ogólnokrajowych, z których kilka osiąga nakład kilkudziesięciu tysięcy egzemplarzy.
  - Fritz Tosche wybudował przy Landsberger Straße (ul. Gorzowska) fabrykę glazury, materiałów oksydowanych oraz emalii mineralnej i ceramicznej
- 11.05.1873 – na wprost ratusza odsłonięto pomnik ku czci poległych w wojnach z Austrią 1864/66 i Francją 1870/71; jest to wysoka sześcioboczna kolumna z neogotyckim zwieńczeniem oraz sześcioboczna dwustopniowa baza, na której umieszczone są nazwiska poległych
- 1874 – zorganizowano stałą straż pożarną na zapleczu ratusza, w miejsce zlikwidowanej piekarni
- 1876 – drukarnia J. Neumann zaczyna wydawać gospodarczy magazyn ogólnoniemiecki „Allgemeinen Landwirtschaftlischen Anzeiger” (późniejsza nazwa „Neudammer Anzeiger”) w ilości 18 000 egz.
- 1879 – rozpoczęcie budowy plebanii proboszczowskiej, kilka lat później – drugiej wikariuszowskiej

- 1880
  - modernizacja szpitala miejskiego

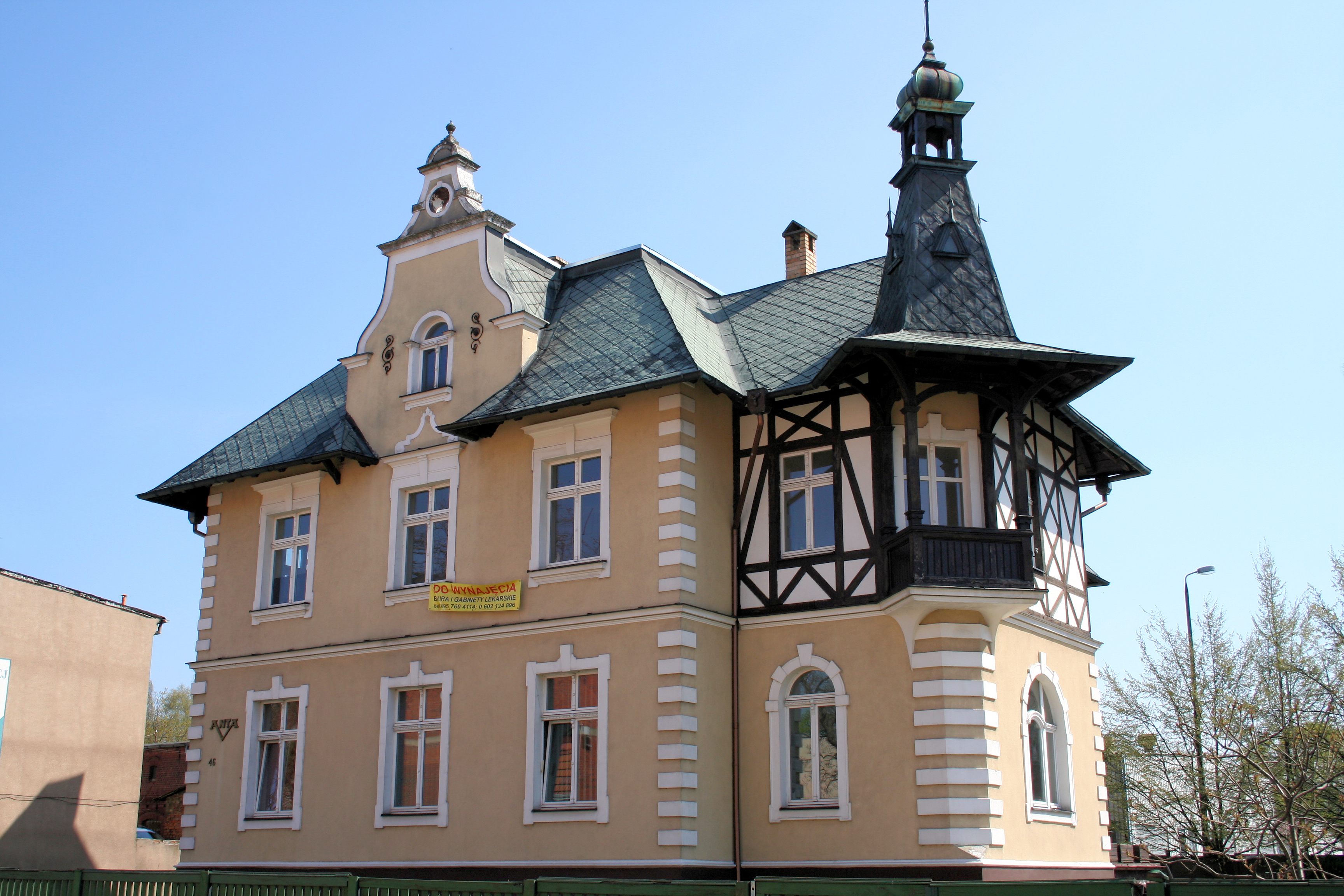
Dawna willa fabrykanta Schulze

  - bracia Karl i Gustaw Löwe oraz Fritz i Emil John zakładają fabryki kapeluszy
- 31.08.1882 – otwarcie połączenia kolejowego przez miasto, łączącego Stargard z Kostrzynem; dworzec kolejowy był stosunkowo mały, stąd przebudowany został 40 lat później
- 1884
  - Rudolf Arndt zakłada fabrykę dekstryny, która w krótkim czasie staje się jedną z największych w mieście
  - założenie parku miejskiego przy Westwall (ul. Wojska Polskiego)
- 04.07.1884 – część miasta zniszczona przez pożar, szczególnie Cüstriner Straße (ul. Kostrzyńska)
- 1885 – na potrzeby szkoły podstawowej oddano budynek przy Hinberstraße (ul. Szkolna, dawna szkoła Nr 2). Dla wsi Damm istniała szkoła przy Soldiner Straße (ul. Mickiewicza)
- 1885-1886 – epidemia dyfterytu
- 1898 – w podwórzu kamienicy na Friedenstraße (ul. Kościuszki) urządzono stację misyjną podległą parafii katolickiej św. Meindfusza w Kostrzynie
- 1890
  - oddano do użytku nowy gmach poczty przy Richtstraße (ul. Armii Krajowej), z fundacji Juliusza Neumanna
  - powstaje prywatna gazownia koksowa
- 1891 – przy finansowym wsparciu Neumanna, następuje gruntowna przebudowa ratusza (jeszcze bez wieży)
- 19.02.1894 – do miasta dołączono terytorium wsi Damm
- 1895
  - Fritz Schwarzkopf wybudował fabrykę kapeluszy przy Wilhelmstraße (ul. Słowackiego)
  - powstaje fabryka tłuszczu garbarskiego Maxa Laue przy Bahnhofstraße (ul. Baczewskiego)
  - J.Meier buduje przy Königsberger Straße (ul. Chojeńska) niewielką fabrykę „Berlin-Werdersche Fruchtekonservenfabrik Moral”, produkującą marmoladę, konserwy, żelatynę i wina owocowe
- 1896 – czynnych jest 10 fabryk włókienniczych, specjalizujących się w produkcji tkanin mundurowych
- 1898 – założono drugą, mniejszą drukarnię firmy A.Haenel (w późniejszym czasie wykupiona przez Karla Höhne)
- 1899 – oddano do użytku gmach sądu przy Soldiner Straße (ul. Mickiewicza); do tego czasu sąd urzędował w ratuszu
- 1899 – 1900 "Versuchsstation Neumannswalde" (Neumann)[9]

- Koniec XIX w.-I wojna światowa – w mieście znajduje się 9 fabryk sukienniczych, organizowane są targi sukiennicze, na które zjeżdżają się przedstawiciele krajowych i zagranicznych firm. Poza tym produkuje się w znacznych ilościach flanelę i inne materiały. Dynamiczny rozwój przemysłu kapeluszniczego stawia Dębno w szeregu czołowych ośrodków Rzeszy. Kapelusze i sukno z Dębna trafiają na większości krajów europejskich, Ameryki, a nawet na Daleki Wschód. Ponadto w Dębnie w tym okresie działają fabryka dekstryny, oleju jadalnego, smarów maszynowych, stolarnia, wytwórnia konserw owocowych, cygar, fabryka rękawiczek skórzanych. Koncentracja zakładów przemysłowych w Dębnie wysuwa miasto na jedno z pierwszych miejsc wśród ośrodków przemysłowych w rolniczej prowincji, osiągając poziom rozwoju spotykany jedynie w Zagłębiu Ruhry lub w Westfalii.
- 1900 – w mieście zainstalowano aparaty telefoniczne w liczbie 30
- 1901 – w drukarni Alberta Haenela rozpoczęto drukowanie lokalnego dziennika „Neumarkischte Tägliche Nachrichten”.
- 1902
  - wybudowano budynek szkolny przy Wilhelmstraße (ul. Słowackiego) dla młodzieży męskiej
  - straż pożarną przeniesiono na Wilhelmstraße (ul. Słowackiego, przy szkole nr 3)
- 1907
  - dalsza rozbudowa ratusza – dodano nowe skrzydło i wieżę
  - aptekę na Rynku 6/7 przejmuje rodzina Messerschmidt
- 1907-8 – wybudowano drugi nowoczesny szpital przy Friedenstraße (ul. Kościuszki)
- 1910
  - magistrat odkupuje z rąk prywatnych gazownię
  - fabryka tłuszczu garbarskiego Maxa Laue rozbudowuje się przy Soldiner Straße (ul. Mickiewicza); do I wojny światowej była ona największą fabryką tego typu w Rzeszy
- I wojna światowa – zastój gospodarczy; miasto ponosi straty ludnościowe w liczbie 230 zabitych oraz setek kalek

### Do zakończenia II wojny światowej
- XX lecie międzywojenne
  - podupada przemysł sukienniczy Dębna, nastawiony na eksport, z powodu odpadnięcia Rzeszy jednego z głównych importerów – Włoch, oraz wzrostu konkurencyjności przemysłu USA i Wielkiej Brytanii na rynku południowo-amerykańskim. Natomiast na rynku wschodniej Azji prężnie zaczyna działać przemysł japoński. Trudności występują również na rynku wewnętrznym Rzeszy, gdzie poza ogólną recesją powojennej gospodarki, nakłada się wzrost opłat za przewozy kolejowe o prawie 100% w stosunku do przedwojennych. Niemniej, Dębno nadal odgrywa kluczową rolę posiadając 9 fabryk i plasuje się na 17 miejscu spośród 232 ośrodków produkcji sukna na terenie Rzeszy.
  - przemysł kapeluszniczy składa się z największej fabryki Neudammer Hutfabriken-Aktien-Gesellschaft, gdzie pracuje 500 ludzi, drugiej mniejszej fabryki oraz 3 wytwórni tego towaru
  - do mniejszych zakładów należą: 3 tartaki, fabryki maszyn rolniczych, wyrobów ceramicznych, części samochodowych, dekstryny i krochmalu, przetworów owocowych, cygar, zakład kamieniarski, młyn, zakład przetworów tłuszczowych, olejarnia, wytwórnia pieców, browar oraz liczne zakłady rzemieślniczo-usługowe

Struktura zatrudnienia w 1939 r. przedstawia się następująco:
| Dział                 | Liczba osób | % mieszk. |
| --------------------- | ----------- | --------- |
| Rolnictwo i leśnictwo | 480         | 6,6       |
| Przemysł i rzemiosło  | 4206        | 56,1      |
| Handel i komunikacja  | 1112        | 14,8      |
| Pozostałe zawody      | 1690        | 22,5      |

- - nadal działa duża drukarnia Verlag J. Neumann, zatrudniająca przeszło 500 osób. Wydaje ona obok książek czasopisma o zasięgu ogólnoniemieckim, zaś z powiatowych tygodnik „Neudammer Tageblatt”.
  - Dębno stanowi również centrum kulturalne powiatu. Działa kilkadziesiąt organizacji kulturalnych, naukowych i sportowych. Licznie reprezentowane są również organizacje zawodowe i polityczne – w tym paramilitarne, później współpracujące z partią hitlerowską. Dębno należy również do znanych ośrodków kręglarstwa. Na łączna liczbę 23 klubów i organizacji sportowych działa 9 klubów kręglarskich. Ożywioną działalnością wyróżnia się miejscowe muzeum regionalne i biblioteka ludowa.
  - miasto nadal się rozbudowuje, wznoszone są głównie kolonie domków jednorodzinnych, w których osiedlają się niemieccy optanci z byłego zaboru pruskiego, którzy opuścili granice Polski.
  - miasto zakupuje podmiejskie jezioro, gdzie wybudowano ośrodek kąpielowy
  - założono park podmiejski
  - urządzono nowy cmentarz
  - przeprowadzono odbudowę niektórych zabytkowych budynków
- 1922 – szkołę przy Wilhelmstraße (ul. Słowackiego) dla młodzieży męskiej zamieniono na koedukacyjną szkołę średnią
- 1922-23 – wybudowano elektrownię
- 1923 – nad jeziorem Lipowo powstaje ośrodek sportowo-wypoczynkowy
- 1925
  - drukarnia Verlag J. Neumann zakłada filię w Berlinie
  - dla powiatu zaczęto wydawać tygodnik „Neudammmer Tageblatt”
  - założenie nowej szkoły średniej
  - rozbudowa cmentarza przy Seeberg Straße (ul. Parkowa)
- 1926
  - drukarnia A. Haene, zamknięta w czasie wojny, zaczyna wydawać dziennik „Neumärkische Tägliche Nachrichten” oraz liczne druki urzędowe i prywatne
  - przy cmentarzu (dziś park przy ul. Myśliborskiej) za 35 tys. marek wybudowano kaplicę cmentarną, upamiętniającą 230 poległych w I wojnie światowej
- 27.05.1927 – poświęcono pomnik przy Pl. Zwycięstwa, upamiętniający poległych żołnierzy podczas I wojny światowej (obecnie stoi tam pomnik poświęcony poległym żołnierzom Armii Czerwonej)
- 1927 – zatrudnienie w Dębnie wyraża się liczbą ponad 3000 osób, co stawia miasto na pierwszym miejscu w powiecie chojeńskim
- 1928-1929 – wybudowano wieżę ciśnień przy Soldiner Straße (ul. Mickiewicza)
- V.1930 – katolicka stacja misyjna zakupuje 23,75 arów gruntów przy ul. Pułaskiego
- 14.09.1932 – rozpoczęto prace ziemne przy budowie katolickiego kościoła przy Am Mühlengraben (ul. Pułaskiego)
- 25.06.1933 – poświęcenie katolickiego kościoła przy Am Mühlengraben (ul. Pułaskiego); w mieście jest 175 katolików
- 01.10.1934 – erygowanie parafii pw. św. Antoniego, w skład której weszło 4 okoliczne miasta i 44 wsi (ok. 650 wiernych); pierwszym proboszczem został ks. Hubert Mlotzek
- 1936 – gruntowna przebudowa i modernizacja budynku poczty
- II wojna światowa
  - część przemysłu przestawiono na produkcję wojskową, jak np. filc
  - w mieście działają obozy pracy – filie obozu koncentracyjnego Sachsenhausen-Oranienburg: przy ul. Słowackiego, ul. Harcerskiej, ul. Racławickiej i ul. Mickiewicza; liczba robotników przymusowych z Polski wahała się w granicach 120-250 osób, poza tym byli to m.in. Rosjanie, Jugosłowianie, Ukraińcy.
  - od końca 1944 r. przez miasto przechodzą grupy uciekinierów z Prus Wschodnich
  - zniszczenia wojenne sięgają 35% zabudowy

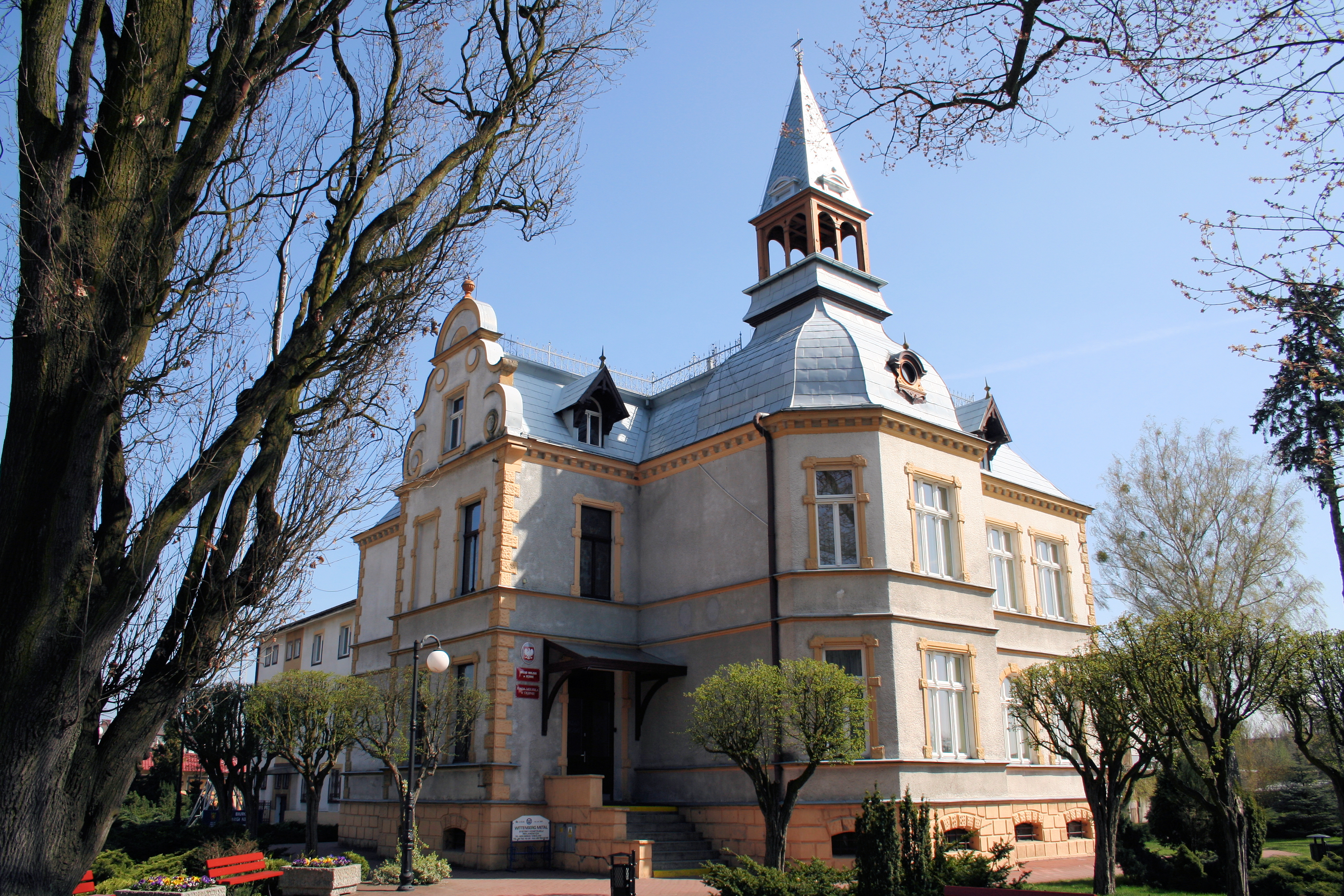
Willa z 1892 w stylu berlińskiego historyzmu, należąca do drukarza Juliusza Neumanna, dziś Urząd Miasta i Gminy na ul. Piłsudskiego

- 31.01.1945 – w godzinach wieczornych do miasta weszły pierwsze oddziały radzieckie
- 4.02.1945 – oficjalna data zajęcia miasta przez 5 Armię 1 Frontu Białoruskiego
- 13.02.1945 – mieszkańcy narodowości niemieckiej otrzymują rozkaz opuszczenia miasta, w którym pozostają tylko kobiety pracujące w lazaretach
- Połowa II.1945 – Rosjanie palą fabryki, halę sportową i wiele domów; trwa wywóz wyposażenia fabryk i cennych przedmiotów do Rosji
- 14.03.1945 – Rząd Tymczasowy R.P. podejmuje uchwałę o pierwszym podziale administracyjnym Ziem Odzyskanych i powołuje pełnomocników rządu do administrowania nowo utworzonymi jednostkami administracyjnymi
- IV.1945 – powstaje Komendantura Wojska Polskiego, na czele z sierż. Tomkinem
- 08.04.1945 – przybywa lekarz Zachariane; początek działalności szpitala przy ul. Kościuszki
- 02.05.1945 – do Chojny przybywa grupa 24 osób z Józefem Bigosiem jako pełnomocnikiem Rządu na obwód Królewiec nad Odrą
- 08.05.1945 – powstaje zarząd miejski, burmistrzem zostaje Juliusz Dzięciołowski

### Okres po II wojnie światowej
- 15.05.1945 – oficjalne przejęcie miasta przez administrację polską od radzieckich władz okupacyjnych
- 25.05.1945 – powstaje zarząd gminny, na czele którego staje Michał Behnke
- 21.06.1945 – powstaje klub sportowy „Dąb” Dębno; pierwszym prezesem został Stanisław Woźniak, Naczelnik Poczty
- 28.06.1945 – władze polskie wydają nakaz opuszczenia miasta przez ludność niemiecką; rozpoczyna się akcja wysiedleńcza (tzw. „Akcja W”), trwająca do połowy 1946 r.; transporty wysyłano do Szczecina-Podjuch i stąd w głąb Niemiec
- 05.07.1945 – uruchomiono urząd pocztowo-telekomunikacyjny
- 07.07.1945 – decyzja o przeprowadzce władz z Chojny (zniszczenia wojenne sięgały tam 75% zabudowy, całkowicie zniszczone centrum) do Dębna
- VII/VIII 1945 – w powiecie osiedlają się pierwsze rodziny zdemobilizowanych żołnierzy przybyłych zza Buga (powiat chojeński jest przeznaczony na osadnictwo wojskowe, głównie dla żołnierzy z byłych terenów wschodnich, służących w 1 Armii Wojska Polskiego; osadnicy wojskowi stanowią 75–80% ogółu osiedleńców). Osadnicy pochodzą głównie z województw tarnopolskiego, wileńskiego i stanisławowskiego (repatrianci z ZSRR to 53,8%, stan w miastach w powiecie chojeńskim na 31.12.1948 r.), dużą grupę (27,6%) stanowią przesiedleńcy z Polski centralnej (poznańskie, warszawskie i łódzkie) oraz południowej, zaś reemigranci z terenów Niemiec i Francji stanowią znikomy procent (7,8%%). Jeśli chodzi o pochodzenie środowiskowe, są to głównie mieszkańcy pochodzący ze wsi – w Dębnie wśród przesiedleńców i repatriantów mieszkańcy wsi stanowią w 71,3%, wśród repatriantów 71,4%, reemigrantów 47,5%, nieznanego pochodzenia 71,7%[10].
- VIII.1945 – do Dębna wraz z transportem przesiedleńców przybywa ks. kanonik Franciszek Sobolewski; obejmuje następnie parafię św. Antoniego po śmierci ks. Huberta Mlotzka
- 01.08.1945
  - miasto otrzymuje pierwszą oficjalną nazwę Dąb Nowy, której używano do końca 1945 r.
  - powstaje Powiatowy Komitet PPR
  - powstaje Powiatowy Oddział Państwowego Urzędu Repatriacyjnego
- 31.08.1945 – uruchomiono Fabrykę Marmolady i Konserw Owocowych
- IX.1945 – uruchomiono tartak (pod kierunkiem W.Skiby)
- 04.09.1945 – zebrała się pierwsza Rada Pedagogiczna gimnazjum przy ul. B. Bieruta 17 (obecnie ul. J. Słowackiego)
- 12.09.1945 – Józef Fornagiel zostaje dyrektorem gimnazjum
- 09.10.1945 – otwarto pierwszą szkołę średnią
- 10.10.1945 – uruchomiono Zjednoczenie Energii Elektrycznej
- 15.10.1945
  - uruchomiono Rozlewnię Wód Gazowych
  - oddano do użytku pierwszą linię telefoniczną Dębno-Myślibórz
- X.1945
  - odbudowano linię kolejową z Dębna do Kostrzyna i Myśliborza
  - powstaje Spółdzielnia Rolniczo-Handlowa „Rolnik”
- 01.11.1945
  - uruchomiono warsztaty Technicznej Obsługi Rolnictwa (TOR)
  - uruchomiono wodociągi miejskie
- 15.11.1945 – rusza pierwszy ambulans pocztowy na trasie Dębno-Kostrzyn
- XI.1945
  - Dębno otrzymuje energię elektryczną, z elektrowni wodnych w Gudziszu i Międzylesiu
  - burmistrzem zostaje Jan Baczewski
- XII.1945 – proboszczem parafii św. Antoniego zostaje franciszkanin ks. Wiktor Markiewicz
- 08.12.1945 – do miasta przenoszą się władze powiatu chojeńskiego; Dębno staje się centrum powiatowym, którym jest do 1975
- 10.12.1945 – rusza młyn wodny
- 15.12.1945 – zainstalowany zostaje pierwszy w mieście aparat telefoniczny
- 24.12.1945 – poświęcenie kościoła pw. św. Apostołów Piotra i Pawła
- 1946
  - powstaje Cech Rzemiosł
  - otwarto szkołę podstawową nr 2; kierownikiem został Władysław Puch
- 01.01.1946 – uruchomiona zostaje fabryka kapeluszy
- 14.02.1946 – założono Komunalną Kasę Oszczędności (później PKO); dyrektor Józef Zborowski
- III.1946 – parafię św. Antoniego obejmuje ks. Antoni Kołodziejczak
- 09.03.1946 – rusza kolejny tartak
- 13.05.1946 – w Dębnie zawiązuje się Polski Czerwony Krzyż
- 15.05.1946 – uruchomiono drukarnię
- VII.1946 – utworzono Ochotniczą Straż Pożarną, jej organizatorem był pierwszy komendant powiatowy ppor. Józef Dukiewicz
- VIII.1946 – parafię św. Antoniego obejmuje ks. Stefan Blezień
- 10.10.1946 – powstaje biblioteka powiatowa; kierownik Z. Górska
- 01.11.1946 – uruchomiono Wytwórnię Wód Gazowych
- XII.1946 – uruchomiono kino „Przedwiośnie”, na którego otwarcie wyświetlono film „Świat się śmieje”
- 1947
  - Fabryka Przetworów Owocowych przechodzi w ręce Spółdzielni „Społem”
  - burmistrzem zostaje Kazimierz Mirecki
- XI.1947 – powstaje Miejska Biblioteka Publiczna, w budynku na ul. Kościuszki
- 1948
  - powstaje Przedsiębiorstwo Budownictwa Terenowego
  - Zakład Energetyczny obsługuje 50 miejscowości; oddanie do użytku linii Dębno – Myślibórz – Lipiany – Pyrzyce – Stargard
  - KS „Dąb” przechodzi pod Zakładów Przemysłu Filcowego, zmieniając nazwę na „Włókniarz”
- 22.02.1948 – uruchomiono gazownię, dokonując próbnej produkcji gazu
- XI.1948 – powstaje Pomocowa Spółdzielnia Szewców i Cholewkarzy
- 1949 – burmistrzem zostaje Julian Markiewicz
- 01.07.1950 – ukonstytuowanie się Miejskiej Rady Narodowej, na podstawie ustawy z dnia 20 marca 1950 o terenowych organach jednolitej władzy państwowej. Pierwszym przewodniczącym Prezydium Miejskiej Rady Narodowej został Julian Markiewicz.
- 15.12.1950 – powstaje Miejskie Przedsiębiorstwo Gospodarki Komunalnej
- 01.01.1952 – działalność rozpoczęły Chojeńskie Zakłady Przemysłu Terenowego, skupiające Fabrykę Śrub, Stolarnię Mechaniczną i Fabrykę Miar w Mieszkowicach
- 29.03.1952 – erygowanie domu zakonnego Salezjanów pw. św. Antoniego, którego dyrektorem został ks. Stefan Blezień
- 01.05.1952 – z taśmy NZPOW zeszła milionowa butelka wina
- 1953 – powołano przedsiębiorstwo państwowe Nadodrzańskie Zakłady Przetwórstwa Owocowo-Warzywnego
- 01.11.1953 – uruchomiono Powiatową Stację Pogotowia Ratunkowego
- 1954
  - w wyniku reformy terytorialnej ulega likwidacji Zarząd Gminy w Dębnie, a powstaje Prezydium Gromadzkiej Rady Narodowej
  - utworzono Powiatowy Dom Kultury
- 01.01.1954 – klub sportowy powrócił do nazwy KS „Dąb” Dębno
- 1955 – powstaje placówka terenowa PKS
- 1956 – Ośrodek Zdrowia zostaje przemianowany na Przychodnię Powiatową z 13 gabinetami
- 1957
  - rozpoczęto budowę nowej szkoły podstawowej przy ul. M. Buczka (ob. J. Piłsudskiego)
  - likwidacja Domu Kultury
- 11.02.1959 – otwarcie szkoły podstawowej przy ul. M. Buczka (ob. J. Piłsudskiego)
- 1964–67 – Dębno zajmuje pierwsze miejsce w konkursie „Ziemia Szczecińska – piękna, gospodarna, kulturalna”
- 1964 – wybudowano szkołę przy ul. Zachodniej
- 1965 – wybudowano miejski ośrodek wypoczynkowy przy Nadodrzańskich Zakładach Przemysłu Owocowego
- 1966 – oddano do użytku nowy budynek szkolny przy ul. Zachodniej – Pomnik Tysiąclecia; stała się ona siedzibą szkół średnich przeniesionych z ul. Bieruta 17 (ob. J. Słowackiego)
- III.1966 – powstaje Ochotniczy Hufiec Pracy, założyciel Jan Śmieciński
- 22.07.1966 – u podnóża Karpat Cedyńskich na trasie Cedynia – Siekierki odbył się pierwszy Mały Maraton „O Błękitną Wstęgę Granicy Pokoju”; przewodniczącym Komitetu organizacyjnego był Henryk Witkowski z Dębna, pomysłodawca zawodów
- 1967 – powstaje środowiskowy klub „Pomerania” pod patronatem Związku Nauczycielstwa Polskiego i Naczelnej Organizacji Technicznej
- 05.11.1967 – odsłonięcie pomnika – mauzoleum żołnierzy radzieckich w miejscu, gdzie spoczywają prochy 3702 poległych w walkach o Ziemię Chojeńską
- 1968 – powstaje Towarzystwo Przyjaciół Dębna
- 29.04.1971 – dekret WRN w Szczecinie, w związku z realizowaniem ustawy z 23.06.1971 (Monit. Pol. Nr 44, poz. 284) za zgodą Kurii Gorzowskiej z 20.12.1971 (Zn. Ha 15-158/71), przenoszący własność nieruchomości przy Pl. Światowida 2 (budynek mieszkalny z zabudowaniami gospodarczymi i terenem) na rzecz Towarzystwa Salezjańskiego
- 19.05.1972 – spłonął Dom Dziecka
- 07.12.1972- utworzono Gminę Dębno
- 17.06.1973 – maraton rozegrano na nowej trasie Dębno – Barnówko
- 04.03.1974 – erygowanie parafii pw. św. Apostołów Piotra i Pawła, prowadzonej nadal przez salezjanów. Administrację parafii św. Antoniego powierzono kapłanowi diecezjalnemu, ks. Alojzemu Słomińskiemu
- 1975 – w wyniku reformy administracyjnej Dębno zostaje włączone do województwa gorzowskiego
- 31.12.1976 – ponowne erygowanie domu zakonnego Salezjanów, ale jako pw. św. Ap. Piotra i Pawła
- 1978 – nawiązanie partnerskich kontaktów ze Strausbergiem w Niemczech
- IV.1982 – po raz pierwszy poza głównym biegiem maratońskim, zorganizowano dla dzieci i młodzieży Biegi Uliczne im. Henryka Witkowskiego
- 01.07.1983 – ruszyła produkcja w nowej Wytwórni Wód Gazowych „Społem” przy ul. Cegielnianej, w miejsce zamkniętej Wytwórni Wód Gazowych i Rozlewni Piwa przy ul. J. Szeli (ob. W. Witosa)
- 1990
  - oddano do użytku Przychodnię Rejonowo-Specjalistyczną przy ul. Kościuszki 17
  - nawiązanie partnerskich kontaktów z Renkum w Holandii
- 1992
  - utworzono Straż Miejską
  - ze względu na złą sytuację finansową NZPOW, wojewoda gorzowski odwołał dyrektora i powołał zarząd komisaryczny
  - odkrycie w rejonie Dębna złoża ropo-gazowego Zielin
- 1993
  - odkrycie złoża gazu ziemnego Różańsko
  - ogłoszono upadłość POM
- 11.06.1994 – konsekracja nowego kościoła pw. Matki Boskiej Fatimskiej
- 1995 – nawiązanie partnerskich kontaktów z Rosarito w Meksyku
- 1996 – odkrycie złóż ropy naftowej i gazu ziemnego Barnówko-Mostno
- 1997
  - po renowacji budynku przy ul. Mickiewicza utworzono szkołę gastronomiczną
  - rozpoczęcie eksploatacji złoża ropo-gazowego Zielin
- 1998 – pierwsze oficjalne spotkanie byłych mieszkańców Dębna z Zarządem Miasta i Gminy Dębno
- 1999 – w wyniku reformy administracyjnej miasto przechodzi do województwa zachodniopomorskiego i powiatu myśliborskiego
- 17.10.1999 – po ośmioletniej przerwie reaktywowano bieg maratoński
- 17.12.1999 – po trzech latach budowy ruszyła w Barnówku najnowocześniejsza w Polsce kopalnia ropy naftowej i gazu ziemnego
- 2000
  - nawiązanie partnerskich kontaktów z Tczewem
- 21.10.2000 – inauguracja roku akademickiego w otwartej filii Uniwersytetu Szczecińskiego; kierunki: socjologia, zarządzanie
- 2001
  - nawiązanie partnerskich kontaktów z Kurskiem w Rosji
  - zlikwidowano szkołę podstawową nr 2
  - uruchomiono system monitoringu ulicznego w mieście
  - Urząd Miasta i Gminy otrzymuje Certyfikat Jakości ISO 9002

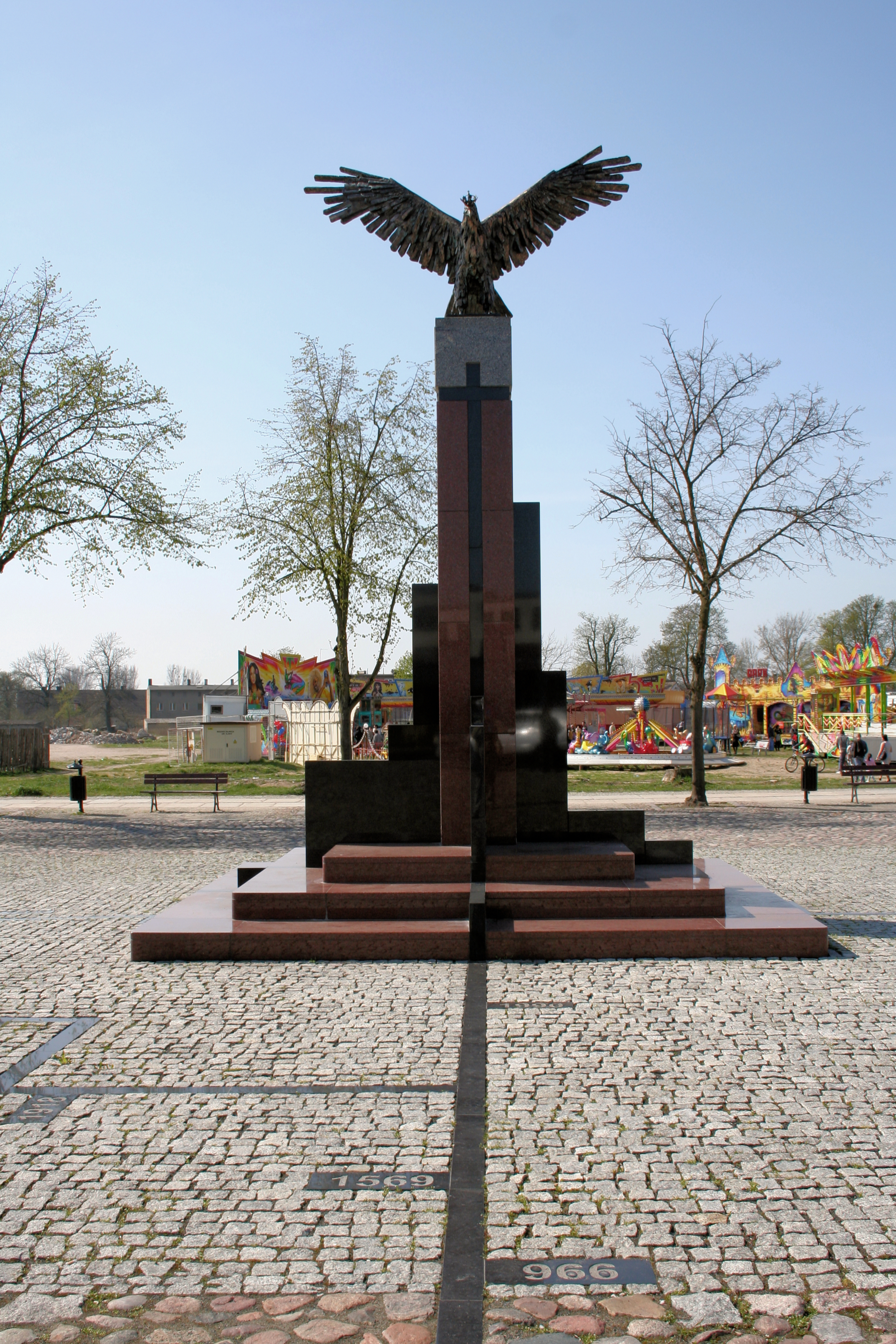
Pomnik Orła Białego

- 2002 – Dębno otrzymuje nagrodę Rady Europy za krzewienie idei jedności narodowej i współpracy międzynarodowej
- 15.02.2002 – otwarcie hali sportowej przy Gimnazjum Publicznym
- 26.04.2002 – otwarcie Warsztatów Terapii Zajęciowej
- 2003 – podpisanie umowy o współpracy z miastem Terezin w Czechach
- 17.03.2003 – utworzenie parafii pw. Matki Boskiej Fatimskiej
- 2004
  - kompleksowy remont Dębnowskiego Ośrodka Kultury
  - budowa Ulicy Pługowej
- X.2004 – rozpoczęcie działalności Centrum Wspierania Biznesu
- 2005
  - otwarcie Gminnego Centrum Informacji
  - budowa kanalizacji i wodociągu na osiedlu Zielona
  - publikacja książki „Karty z dziejów Dębna”
- 2006
  - remont zabytkowego budynku Biblioteki Publicznej w Dębnie
  - remont odcinka ulic Chojeńska i Kosynierów
  - otwarcie budynku socjalnego przy ul. Setnej
- 2007
  - odsłonięcie Pomnika Orła Białego
  - Inauguracja Europejskich Dni Dziedzictwa w Bibliotece Publicznej Miasta i Gminy Dębno
  - Wojewódzkie obchody Święta Niepodległości

2008
- - 250 rocznica bitwy pod Sarbinowem